# Агатівка (молюск)
Агатівка (Cochlicopa) є родом невеликих наземних равликів, що дихають повітрям, наземних легеневих черевоногих молюсків родини Cochlicopidae.
Цей рід поширений у Північній півкулі в США, Мексиці та Європі. Ці равлики харчуються переважно рослинним матеріалом, детритом і грибами.

## Види
- † Cochlicopa allixi (Cossmann, 1907)
- † Cochlicopa aurelianensis (Deshayes, 1863)
- † Cochlicopa brevis (Michaud, 1862)
- Cochlicopa davidis (Ancey, 1882)
- † Cochlicopa dormitzeri (Reuss in Reuss & Meyer, 1849)
- † Cochlicopa fassabortoloi Harzhauser, Neubauer & Esu in Harzhauser et al., 2015
- † Cochlicopa formicina (F. Sandberger, 1871)
- Cochlicopa hachijoensis Pilsbry, 1902
- † Cochlicopa headonensis Newton & G. F. Harris, 1894
- † Cochlicopa laevissima (Michaud, 1862)
- Cochlicopa lubrica (O. F. Müller, 1774)
- Cochlicopa lubricella (Porro, 1838)
- † Cochlicopa macrostoma (O. Boettger, 1875)
- † Cochlicopa milleri Wenz, 1919
- Cochlicopa morseana Doherty 1878
- Cochlicopa nitens (M. von Gallenstein, 1848)
- † Cochlicopa procera Gottschick, 1920
- Cochlicopa sinensis (Heude, 1890)
- † Cochlicopa splendens (A. Braun in Walchner, 1851)
- † Cochlicopa subcylindroides (Paladilhe, 1873)

Види введені в синоніміку
- † Cochlicopa loxostoma (Klein, 1853) → † Hypnophila loxostoma (Klein, 1853)  (нова комбінація)
- Cochlicopa repentina Hudec, 1960 → Cochlicopa lubrica (O. F. Müller, 1774)
- † Cochlicopa subrimata (Reuss in Reuss & Meyer, 1849) → Hypnophila subrimata (Reuss in Reuss & Meyer, 1849) (нова комбінація)